# Наветренные острова
Наве́тренные острова, Карибские острова (англ. Windward Islands, исп. Islas de Barlovento, фр. Îles du Vent, нидерл. Bovenwindse Eilanden) — восточная часть архипелага Малые Антильские острова в Карибском море, между Виргинскими островами и островом Тринидад. Открыты Христофором Колумбом в 1493—1502 годах. Площадь — около 6 тыс. км². Название связано с наветренным положением островов по отношению к северо-восточному пассату, в отличие от Подветренных островов. В английской литературе Наветренные острова, перечисленные в этой статье, разделены в свою очередь на Наветренные и Подветренные, разделяющая линия — остров Доминика.
Состоит из коралловых и вулканических островов:
| Остров         | Площадь, км² | Население, чел. | Плотность населения, чел./км² | Государство              |
| -------------- | ------------ | --------------- | ----------------------------- | ------------------------ |
| Ангилья        | 96,0         | 14 436          | 150,38                        | Великобритания           |
| Антигуа        | 281,0        | 67 000          | 238,43                        | Антигуа и Барбуда        |
| Барбадос       | 430,0        | 284 589         | 661,83                        | Барбадос                 |
| Барбуда        | 161,0        | 1500            | 9,32                          | Антигуа и Барбуда        |
| Бас-Тер        | 848,0        | 186 000         | 219,34                        | Франция                  |
| Бекия          | 18,0         | 5000            | 277,78                        | Сент-Винсент и Гренадины |
| Гранд-Тер      | 589,0        | 197 000         | 334,47                        | Франция                  |
| Гренада        | 310,0        | 80 000          | 258,06                        | Гренада                  |
| Доминика       | 746,0        | 72 514          | 97,20                         | Доминика                 |
| Кануан         | 13,0         | 2000            | 153,85                        | Сент-Винсент и Гренадины |
| Карриаку       | 34,0         | 6000            | 176,47                        | Гренада                  |
| Ла-Дезирад     | 21,1         | 1591            | 75,40                         | Франция                  |
| Малый Мартиник | 2,4          | 900             | 375,00                        | Гренада                  |
| Мари-Галант    | 158,0        | 13 470          | 85,25                         | Франция                  |
| Мартиника      | 1128,0       | 397 730         | 352,60                        | Франция                  |
| Меро (Мэйро)   | 4,0          | 300             | 75,00                         | Сент-Винсент и Гренадины |
| Монтсеррат     | 102,0        | 6409            | 62,83                         | Великобритания           |
| Мюстик         | 5,7          | 500             | 87,72                         | Сент-Винсент и Гренадины |
| Невис          | 93,0         | 11 500          | 123,66                        | Сент-Китс и Невис        |
| Саба           | 13,0         | 1737            | 133,62                        | Нидерланды               |
| Сен-Бартелеми  | 21,0         | 8255            | 393,10                        | Франция                  |
| Сент-Винсент   | 346,0        | 117 000         | 338,15                        | Сент-Винсент и Гренадины |
| Сент-Китс      | 169,0        | 39 000          | 230,77                        | Сент-Китс и Невис        |
| Сент-Люсия     | 619,2        | 172 884         | 279,21                        | Сент-Люсия               |
| Сен-Мартен     | 91,9         | 68 382          | 744,09                        | Нидерланды/Франция       |
| Синт-Эстатиус  | 21,0         | 2886            | 137,43                        | Нидерланды               |
| Юнион          | 8,0          | 5000            | 625,00                        | Сент-Винсент и Гренадины |

Рельеф крупных островов преимущественно горный, высота до 1467 м (вулкан Гран-Суфрьер на острове Бас-Тер). Современный вулканизм. Климат тропический пассатный, влажный. Температура воды, как правило, не ниже 28 °C. Естественная растительность (вечнозелёные леса и кустарники) почти полностью уничтожена.
На островах расположен ряд независимых государств, а также владения Великобритании, Франции, Нидерландов. Население — 1,75 млн человек (2009). Развито тропическое земледелие. Плантации сахарного тростника, цитрусовых, какао, бананов. Значительные города: Фор-де-Франс (на острове Мартиника), Пуэнт-а-Питр и Бас-Тер (на острове Гваделупа).